# Тако дозваше тајну
„Тако дозваше тајну” је југословенски ТВ филм из 1976. године. Режирао га је Иван Фогл а сценарио је написао Миодраг Жалица.

## Улоге
| Глумац          | Улога |
| --------------- | ----- |
| Руди Алвађ      |       |
| Рејхан Демирџић |       |
| Суада Капић     |       |